# English Invitation Tournament 1956
Das English Invitation Tournament 1956 im Badminton fand vom 23. bis zum 24. November 1956 in Wimbledon statt.

## Die Sieger
| Disziplin    | Sieger                      |
| ------------ | --------------------------- |
| Herreneinzel | Tony Jordan                 |
| Dameneinzel  | Heather Ward                |
| Herrendoppel | F. John Shaw R. Quiddington |
| Damendoppel  | Iris Rogers June Timperley  |
| Mixed        | John R. Best Iris Rogers    |